# District de Lakhimpur Kheri
Le district de Lakhimpur Kheri  (en hindi : लखनऊ ज़िला, en ourdou : لکھنؤ ضلع) est l'un des districts de l'État de l'Uttar Pradesh en Inde.

## Géographie
Sa capitale est la ville de Lakhimpur.
La superficie du district est de 2 528 km2 et la population était en 2011 de 4 589 838 habitants.